# Velké Karlovice
Pour les articles homonymes, voir Karlovice.
Velké Karlovice (en allemand : Groß Karlowitz, précédemment : Karlowitz) est une commune du district de Vsetín, dans la région de Zlín, en Tchéquie. Sa population s'élevait à 2 370 habitants en 2020.

## Géographie
Velké Karlovice est arrosée par la Vsetínská Bečva et se trouve à 22 km à l'est de Vsetín, à 48 km à l'est-nord-est de Zlín et à 288 km à l'est-sud-est de Prague.
La commune est limitée par Horní Bečva et Bílá au nord, par la Slovaquie à l'est et au sud-est, par Karolinka à l'ouest et par Hutisko-Solanec au nord-ouest.

## Histoire
Velké Karlovice a longtemps été disputée entre la Bohême et la Hongrie.